# ARQ (film)
ARQ este un film SF din 2016 americano-canadian. Este regizat de Tony Elliott. ARQ a fost selectat pentru a fi prezentat în cadrul secțiunii Discovery la Festivalul de Film de la Toronto din 2016. A fost lansat la nivel mondial pe Netflix la 16 septembrie 2016.

## Prezentare
Renton și Hannah sunt prinși într-o buclă temporală datorită unui dispozitiv denumit ARQ. Ei încearcă să scape cu viață din mâinile a patru intruși, dar de fiecare dată sunt uciși și se trezesc mereu la aceeași oră: 6:16 AM.

## Distribuție

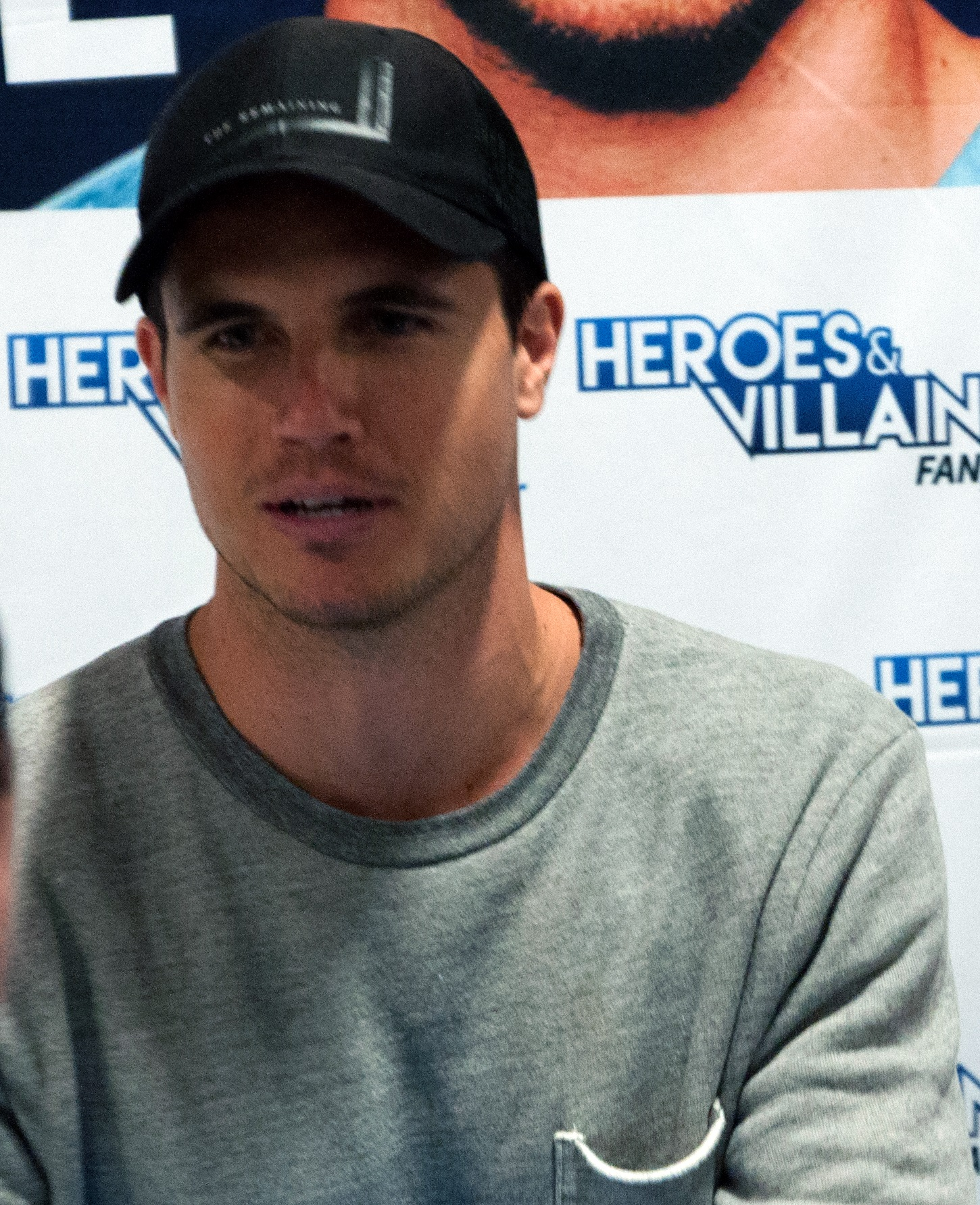
Robbie Amell în 2016

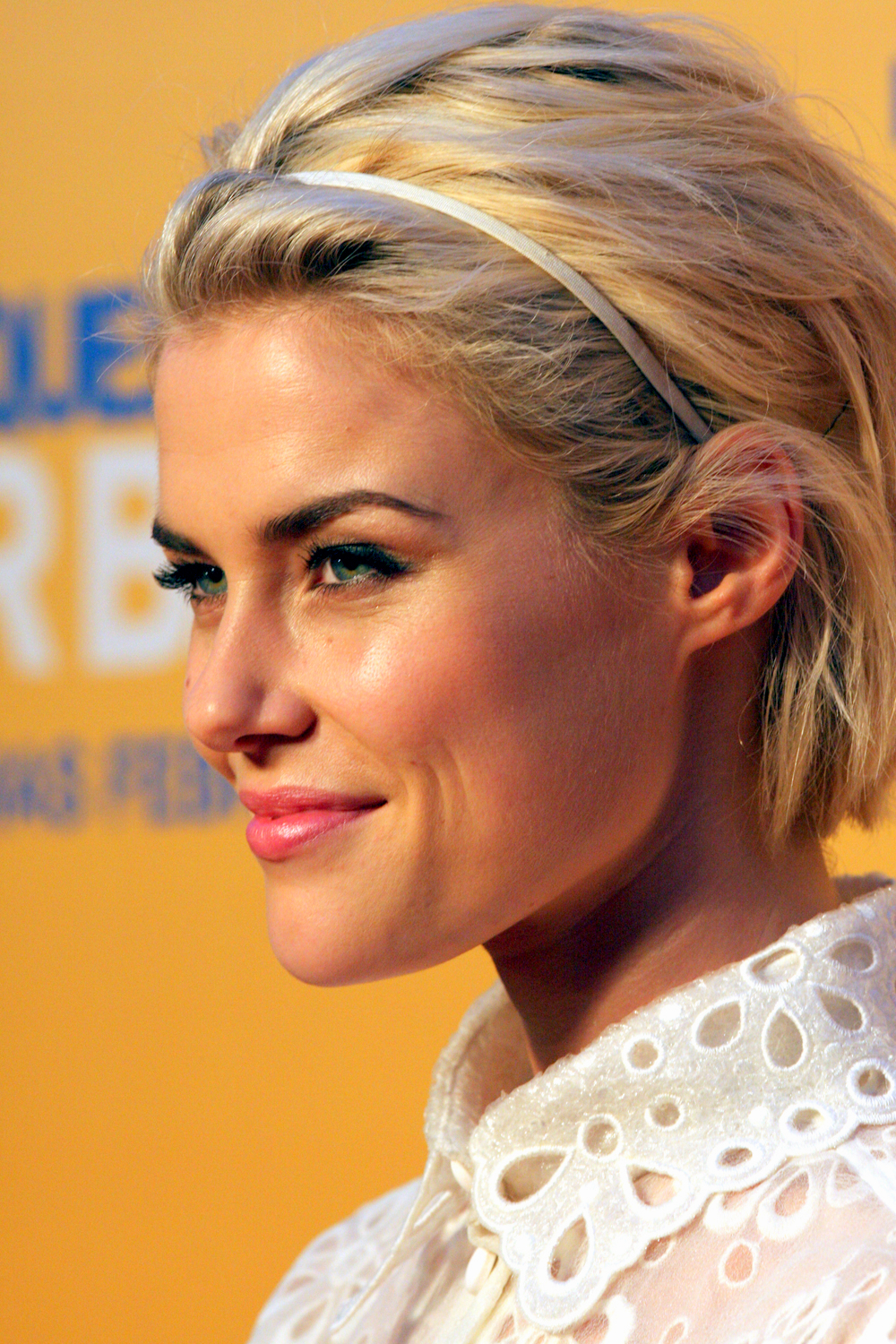
Rachael Taylor

- Robbie Amell - Renton
- Rachael Taylor - Hannah („Mama”)
- Shaun Benson - Sonny
- Gray Powell - „Tatăl”
- Jacob Neayem - „Fratele”
- Adam Butcher - Cuz

## Production
În ianuarie 2016 a fost anunțat că Netflix va produce și distribui un film, cu Tony Elliott ca scenarist și regizor. Mason Novick, John Finemore, Kyle Franke și Nick Spicer au produs filmul sub sigla lor Lost City și XYZ Films. Tot în ianuarie 2016, s-a anunțat că Robbie Amell și Rachael Taylor vor juca în acest film.

## Lansare
Filmul a avut premiera la Festivalul de Film de la Toronto la 9 septembrie 2016. A fost lansat la 16 septembrie  2016.